# A Firma
The Firm (bra/prt: A Firma) é um filme estadunidense de 1993 do gênero suspense, dirigido por Sydney Pollack. com roteiro de David Rabe, Robert Towne e David Rayfiel baseado no romance A Firma, de John Grisham.

## Sinopse
Mitch McDeere é um advogado recém-formado que recebe uma proposta milionária para trabalhar em uma firma de advocacia. A medida que o tempo vai passando, ele percebe que a empresa, na verdade, serve de fachada para lavar dinheiro da máfia, e que todos os advogados que saíram, ou tentaram sair da firma, morreram de forma misteriosa. Ele é pressionado por investigadores que contam as atividades irregulares da sua firma. Mas se cooperar perderá seu registro de advogado por quebrar seu sigilo profissional.[carece de fontes?]

## Elenco
- Tom Cruise .... Mitch McDeere
- Jeanne Tripplehorn .... Abby McDeere
- Gene Hackman .... Avery Tolar
- Hal Holbrook .... Oliver Lambert
- Terry Kinney .... Lamar Quinn
- Wilford Brimley .... William Devasher
- Ed Harris .... Wayne Tarrance
- Holly Hunter .... Tammy Hemphill
- David Strathairn .... Ray McDeere
- Gary Busey ....Eddie Lomax
- Steven Hill .... F. Denton Voyles
- Barbara Garrick .... Kay Quinn
- Paul Sorvino ....Tommie Morolto

## Prêmios e indicações
| Premiação                   | Categoria                                 | Resultado                   |
| --------------------------- | ----------------------------------------- | --------------------------- |
| Oscar 1994                  | Melhor atriz coadjuvante (Holly Hunter)   | Indicado                    |
| Oscar 1994                  | Melhor trilha sonora (Dave Grusin)        | Indicado                    |
| BAFTA 1994                  | * Melhor atriz coadjuvante (Holly Hunter) | Indicado                    |
| MTV Movie Awards 1994       | Melhor atuação masculina (Tom Cruise)     | Indicado[carece de fontes?] |
| MTV Movie Awards 1994       | Homem mais desejável (Tom Cruise)         | Indicado[carece de fontes?] |
| People's Choice Awards 1994 | Filme dramático favorito                  | Venceu[carece de fontes?]   |